# VBC Münchenbuchsee
VBC Münchenbuchsee – szwajcarski męski klub siatkarski z miejscowości Moosseedorf. Od sezonu 2010/2011 występować będzie w najwyższej klasie rozgrywek klubowych w Szwajcarii.

## Rozgrywki krajowe

### Mistrzostwa Szwajcarii
| Sezon     | Rozgrywki      | Miejsce    |
| --------- | -------------- | ---------- |
| 2009/2010 | Nationalliga B | 1. miejsce |
| 2010/2011 | Nationalliga A |            |

### Puchar Szwajcarii
| Sezon     | Miejsce  |
| --------- | -------- |
| 2009/2010 | półfinał |
| 2010/2011 |          |

## Medale, tytuły, trofea
brak

## Kadra w sezonie 2009/2010
- Pierwszy trener:  Ronald Triller

| Nr | Imię i nazwisko    | Data ur. | Wzrost | Pozycja |
| -- | ------------------ | -------- | ------ | ------- |
| 1  | Michael Müller     | 1981     |        |         |
| 3  | Matthias Schönthal | 1985     |        |         |
| 4  | Lukas Urfer        | 1976     |        |         |
| 5  | Beni Heimgartner   | 1983     |        |         |
| 6  | Patrick Trachsel   | 1975     |        |         |
| 7  | Martin Weber       | 1982     |        |         |
| 8  | Stefan Nüesch      | 1985     |        |         |
| 9  | Fabio Zulauf       | 1982     |        |         |
| 10 | Gilberto Herrera   | 1978     |        |         |
| 12 | Joel Heiniger      | 1982     |        |         |
| 13 | Reto Nüesch        | 1982     |        |         |